# Tłuszcze zwierzęce
Tłuszcze zwierzęce – produkty naturalnego pochodzenia, uzyskiwane ze zwierząt lądowych i morskich. Są to mieszaniny estrów gliceryny i wyższych kwasów tłuszczowych.
Są zaliczane do grupy tłuszczów nasyconych, są uzyskiwane z tkanki tłuszczowej zwierząt i z mleka. U zwierząt tłuszcz występuje w postaci tkanki tłuszczowej podskórnej i jest gromadzony jako materiał energetyczny, zapasowy. Występuje również w mleku ssaków.
Przykłady tłuszczów zwierzęcych:
- masło, masło klarowane
- smalec
- słonina
- tran
- łój
- olej kostny
- gęsi smalec